# Актогай (Актогайський район, Карагандинська область)
Актога́й (каз. Ақтоғай) — село, центр Актогайського району Карагандинської області Казахстану. Адміністративний центр та єдиний населений пункт Актогайського сільського округу.
Населення — 3373 особи (2021; 3145 у 2009, 4186 у 1999, 4749 у 1989).
Національний склад станом на 1989 рік:
- казахи — 100 %.